# 燃藜圖
燃藜圖，是小说《红楼梦》第五回《开生面梦演红楼梦　立新场情传幻境情》中描述的秦可卿上房内挂的一幅画：“当下秦氏引了一簇人来至上房内间。宝玉抬头看见一幅画贴在上面，画的人物固好，其故事乃是《燃藜图》，也不看系何人所画，心中便有些不快。又有一幅对联，写的是：世事洞明皆学问，人情练达即文章。”
燃藜故事出自晋朝《拾遗记》：“刘向於成帝之末，校书天禄阁，专精覃思。夜有老人，著黄衣，植青藜杖，登阁而进，见向暗中独坐诵书。老父乃吹杖端，烟燃，因以见向，说开辟已前。向因受《洪范五行》之文，恐辞说繁广忘之，乃裂裳及绅，以记其言。至曙而去，向请问姓名。云：‘我是太一之精，天帝闻金卯之子有博学者，下而观焉。’乃出怀中竹牒，有天文地图之书，‘余略授子焉’。至向子歆，从向受其术，向亦不悟此人焉。”